# Ruysdaelkade 215
Ruysdaelkade 215 is een schoolgebouw aan de Ruysdaelkade, oever van de Boerenwetering, in Amsterdam-Zuid. Het gebouw is een gemeentelijk monument.

## Algemeen
Eeuwenlang lag hier agrarisch gebied, in de 19e toebehorend aan de gemeente Nieuwer-Amstel. Deze gemeente kreeg te maken met de expansiedrift van de gemeente Amsterdam, die grond nodig had vanwege de groeiende bevolking. In 1896 annexeerde Amsterdam een groot deel van Nieuwer-Amstel en begon in rap tempo het nieuwe gebied vol te bouwen. Dat gold niet voor een gebied langs de Boerenwetering waar de landbouw en veeteelt nog welig tierden. Op de stadsplattegrond is ten zuiden van de Ceintuurbaan nog nauwelijks bebouwing te zien. Die Ceintuurbaan had ook nog geen verbinding met Amsterdam-West. Op de noordelijk hoek van de Ruysdaelkade en Rustenburgerstraat werd een terrein vrijgehouden voor de bouw van een school voor voorbereidend onderwijs (fröbel- of kleuterschool). Er werd eerst een noodschooltje neergezet, die in 1915 afgebroken werd. In 1916 besteedde de gemeente de onderbouw aan voor een dergelijke school. In 1916 was de bouw zover gevorderd dat ook de granito-vloer kon worden aanbesteed.
Het gebouw, school 23 of Letter W, werd opgetrokken naar een ontwerp van de Dienst der Publieke Werken, een specifieke architect is niet bekend; het werkte als een collectief. Zij ontwierp een L-vormig gebouw met het front aan de Ruysdaelkade met daarachter aan de Rustenburgerstraat een speelterrein. Het ontwerp is een weerslag van de bouwstijl Amsterdamse School. Opvallend is het uitkragend dak boven de twee bouwlagen. Bij die bouwstijl hoorde bijna altijd een beeldhouwwerk, in dit geval drie tableaus boven de toegangsdeur. Het heeft drie afbeeldingen met links een afbeelding en weergave van Klein, klein kleutertje (met jongen), in het midden het schooltableau en rechts "Wat doet gij in mijn hof" (meisje).
School en gebouw kwamen nauwelijks is het nieuws. In 1952 echter heel even, toen twee vrouwen die daar lesgeven veertig jaar in het vak zaten.   De school kreeg gedurende haar bestaan diverse namen waaronder Ruysdaelschool, De Kring en Kinderdagverblijf Femina Muller naar Femina Muller. Ook in 2023 heeft het een onderwijsfunctie; een kinderdagverblijf; er is dan ook een Federatie ("opebaar primair onderwijs Amsterdam") gevestigd.

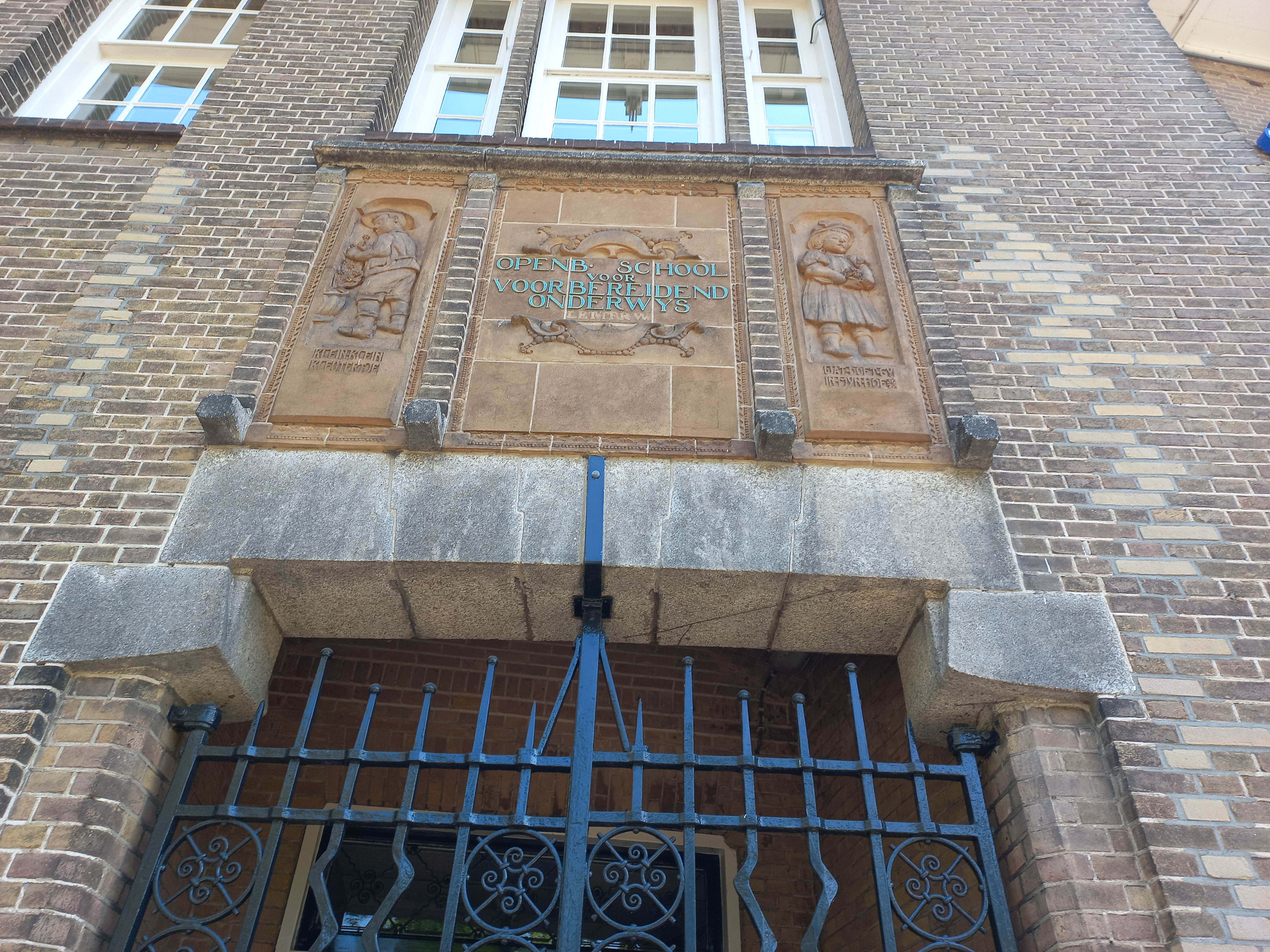
Tableaus (mei 2023)